# Казыдуб, Михаил Вячеславович
Михаил Вячеславович Казыдуб (род. 28 июня 1983) — российский дзюдоист, чемпион и призёр чемпионатов России, мастер спорта России международного класса.

## Спортивные результаты
- Открытый Кубок Швеции 2007 года, Борус — ;
- Этап Кубка мира 2009 года, Таллин — ;
- IJF World Cup Apia, 2010 года — ;
- Чемпионат России по дзюдо 2008 года — ;
- Чемпионат России по дзюдо 2011 года — ;
- Чемпионат России по дзюдо 2012 года — ;
- Чемпионат России по дзюдо 2013 года — .